# سبال إكسيتري
سبال إكسيتري (الاسم العلمي: Sabal extonianum) هو نوع نباتي يتبع جنس السبال من فصيلة الفوفلية.